# 斎藤茂右衛門
斎藤 茂右衛門（さいとう もえもん）は、江戸時代中期の小島藩士。

## 経歴
延享3年（1746年）12月、小島藩重臣の連名で中河内村名主・百姓から金32両を借用する旨の証文を出した際、重臣の一人として連署しているのが見られる。当時の藩政は江戸在府の幼主・松平昌信を戴く譜代家老の神尾彦平を中心とした運営が行われており、宝暦年間になると成人した昌信が藩政の実権を握ると神尾を中心とした藩中枢はほとんど一新されることになったが、茂右衛門は用人として引き続き中枢に留まっている。松平信義の代になる安永2年（1773年）家老に進んだ。